# 4.000 euros
4.000 euros es una película española dirigida por Richard Jordan.

## Sinopsis
Cuando su hermanastro (Alberto López López) llega a la casa de Sara (Marta Larralde) con el rostro cubierto de sangre, empieza el día más largo de su vida. Si Sara no consigue 4.000€ antes del fin del día para pagar una deuda, le matarán. Para Sara es una carrera contra reloj durante cual tendrá que confrontar a muchos fantasmas del pasado y a una familia de la cual quería olvidarse.